# جحيم الغيرة (فلم)
جحيم الغيرة فيلم دراما مصري لعام 1953 للمخرج اليوناني كوستانتين كوستانوف الذي كتب القصة ووضع السيناريو، وكتب الحوار صبحي أمين. الفيلم من بطولة كمال الشناوي، وأميرة أمير، وزهرة العلا، ومحمود المليجي، ويتابع الفيلم المهندس نبيل، بالرغم من كونه زوجًا لامرأة جميلة ولديه ابن، يدخل نبيل في مشاكِل عِدًّة بسبب معرفته بالراقصة ثريا.
صدر الفيلم إلى دور العرض المصرية في 9 فبراير 1953.
منح موقع قاعدة بيانات الأفلام على الإنترنت (IMDB) الفيلم درجة 5.1/ 10.
منح موقع قاعدة بيانات الأفلام العربية «السينما.كوم» الفيلم درجة 5.1/ 10.

## طاقم التمثيل
كمال الشناوي: في دور نبيل (الزوج).
أميرة أمير: في دور ثريا (الراقصة).
زهرة العلا: في دور عواطف (الزوجة).
محمود المليجي: في دور ممدوح المعصراني (عشيق الراقصة ثريا).
إستفان روستي: في دور الأستاذ وجيه (شريك نبيل في شركة مقاولات).
هند رستم: في دور إلهام (زوجة وجيه).
إدمون تويما: في دور حمدي بك.
عزيزة حلمي: في دور والدة عواطف.
بالاشتراك مع: عبد المنعم إسماعيل – عبد العظيم كامل – عبد المنعم سعودي – عبد الحميد زكي – أنور مدكور – محمد سرور – الطفلة ميمي عساف.
عن بطلة الفيلم أميرة أمير: (1926 – 1968) قدمتها لأول مرة الممثلة عزيزة أمير في فيلم «ابنتي»، وللدعاية للفيلم ادعت عزيزة أمير ان الممثلة الشابة هي ابنتها، وتسبب الفيلم في شهرة أميرة أمير بالرغم من عدم نجاحه، وهاجمت عزيزة أمير الممثلة الصاعدة وأعلنت اسمها الحقيقي (سعدية عبد الرحمن أبو العلا). تزوجت المخرج كمال سليم وقامت بتمثيل 13 فيلم كان «جحيم الغيرة» أحد أشهر أفلامها.

## أحداث الفيلم
يعيش المهندس المعماري نبيل عبد السلام (كمال الشناوي) مع زوجته الغيورة عواطف (زهرة العلا)، وإبنته الصغيرة سامية (ميمي عساف) كأسرة سعيدة هانئة. يشارك نبيل الأستاذ وجيه (إستيفان روستي) في شركة مقاولات ويستعدون لتوقيع إتفاقية عمل كبيرة مع حمدي بك (أدمون تويما)، ويجهز لها وجيه مع زوجته إلهام (هند رستم) حفلًا كبيرًا في منزلهم تحضره الراقصة المعتزلة ثريا (أميره أمير) التي وعدت بالرقص في الحفل رغم غيرة صديقها ممدوح المعصراني (محمود المليجى). تتخلف عواطف عن الحفل لتجلس مع إبنتها الصغيرة لأن والدتها (عزيزة حلمي) تأخرت في الحضور لتجلس معها.
يذهب نبيل وحده للحفل، وفي الحفل يتشاجر ممدوح مع صديقته ثريا لأنه شاهدها ترقص مع أحد المدعوين، فتترك الحفل، وفي نفس الوقت الذي غادر فيه نبيل ليلحق بزوجته، ويتقابل نبيل مع ثريا، وهو عائد لمنزله، وهي غاضبة من غيرة ممدوح التي لا تطاق، حيث قررت أن تأخذ أغراضها من منزل ممدوح وطلبت من نبيل أن يصعد معها للشقة ريثما تأخذ ملابسها، ويحضر ممدوح ويتشاجر مع نبيل بعد أن أغلق الحجرة على ثريا التي تأخذ مسدسًا من دولاب ممدوح وتطلقه على قفل الباب لفتحه وكان ممدوح يقف خلف الباب فأصابته رصاصة فأردته قتيلا.
يهرب نبيل وثريا بعيداً عن المنزل، ولكن يقبض عليهما ويقدمون للمحاكمة ويسجنون ثلاث سنوات لكل منهما للقتل الخطأ والزنا.
خرج نبيل من السجن وتنكر له الجميع وعلى رأسهم شريكه وجيه الذي فض الشركة معه، وزوجته عواطف التي طلبت منه مغادرة المنزل، وهام نبيل على وجهه لا يجد سكنًا ولا عملًا، وعثرت عليه ثريا التي عادت إلى الرقص وانتعشت اقتصاديًا، وصحبته إلى البنسيون الذي تقيم فيه حيث شعرت أنها مسئولة عما وصل إليه، وقضى عندها ليلته وباقي أيامه، وأمدته بالمال وشعرت أنها تحبه.
عاش نبيل عالة على ثريا الراقصة حتى أفاق إلى نفسه بعد أن تغيرت معاملة ثريا للنقيض، وقرر الاعتماد على نفسه والكفاح من جديد بجد واجتهاد. عاد نبيل إلى بيته وزوجته التي كانت تنتظره وتبحث عنه في كل مكان بعد أن بينت لها أمها سوء تصرفها مع زوجها ووالد ابنتها سامية التي كانت تسأل عن والدها دائمًا، وإلتمس نبيل لزوجته العذر في ثورتها على كرامتها وتسامح كل منهما مع الآخر، واحتضنا إبنتهما سامية.

## أغاني الفيلم
الكلمات: عثمان علي سعد، الألحان: فريد غصن - حسن أبو زيد.
اسأل على الجنة واسمع جواب رضوان: الغناء بصوت شافية أحمد.
تملي واخد على خاطرك: الغناء بصوت تيتا صالح، المشهد تمثيل أميرة أمير. كانت تيتا صالح منولوجست ومغنية من أسرة فنية تغني في الموالد والأفراح، غنت بصوتها مع تمثيل هند رستم في فيلم «لوكاندة المفاجآت» أغنية كل كلمه ح أقولها أيوة، وأيضا بصوتها أغنية «حبيبي يا رقه» من تلحين الموسيقار محمد عبد الوهاب، ومثلتها هند رستم في فيلم إعترافات زوج  مع فؤاد المهندس وشويكار.

## استقبال الفيلم
كتب الناقد محمود قاسم على موقع الشروق في 29 أكتوبر 2021: «هو فيلم غريب بأبطاله ومخرجه كستانوف وهو مخرج يونانى اسمه الحقيقى قسطنطين باتو تسيكوس وهو أيضا مونتير وكاتب سيناريو ومدير معامل، قام بإخراج ودبلجة أفلام» نفوسة«و» زينب«إلى اللغة اليونانية، كما قام عام 1932 بإخراج وإنتاج فيلم» جحا وأبونواس«... من المهم الوقوف عند» أميرة أمير«المرأة القدرية صاحبة الصوت الرخيم المميز... فإذا كانت ليلى فوزي هي جميلة الجميلات في السينما فإن أميرة أمير هي أميرة الحسناوات في كل السينما المصرية».

## روابط خارجية
- جحيم الغيرة على موقع IMDb (الإنجليزية)
- جحيم الغيرة على موقع الدهليز
- جحيم الغيرة على موقع قاعدة بيانات الأفلام العربية